# Austrocercoides neboissi
Austrocercoides neboissi är en bäcksländeart som beskrevs av Joachim Illies 1975. Austrocercoides neboissi ingår i släktet Austrocercoides och familjen Notonemouridae. Inga underarter finns listade i Catalogue of Life.